# Rue Rochambeau
Pour les articles homonymes, voir Rochambeau (homonymie).
La rue Rochambeau est une voie du 9e arrondissement de Paris, en France.

## Situation et accès

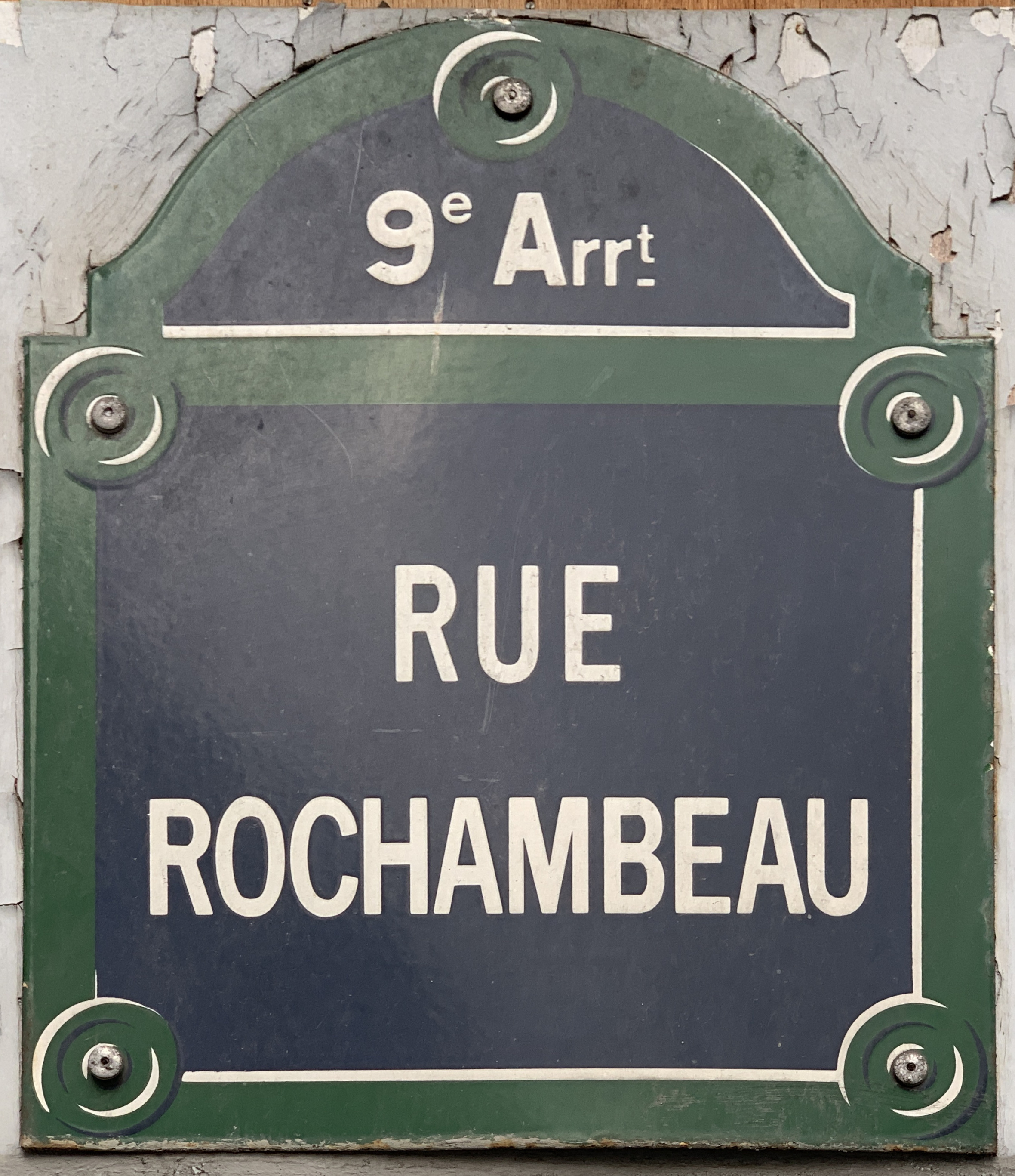
Plaque de la rue.

La rue Rochambeau est une voie publique située dans le 9e arrondissement de Paris. Elle débute au 1, rue Pierre-Semard et se termine au 2, rue Mayran.
Le quartier est desservi par la ligne 7 aux stations Cadet et Poissonnière.

## Origine du nom

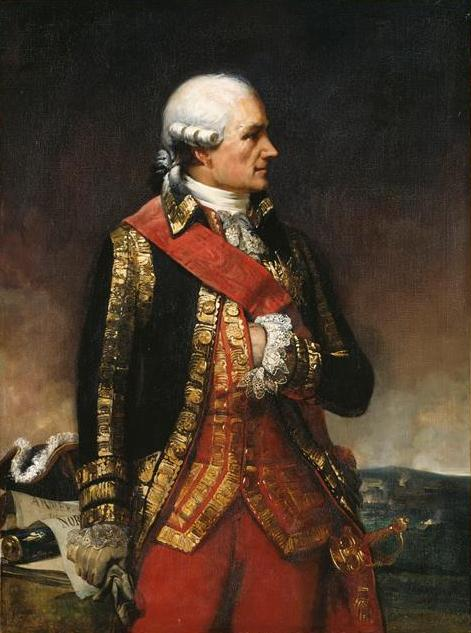
Le comte de Rochambeau.

Cette voie porte le nom de Jean-Baptiste-Donatien de Vimeur de Rochambeau (1725-1807), maréchal de France.

## Historique
La rue est créée en 1862 et prend sa dénomination actuelle le 2 mars 1867.

## Bâtiments remarquables et lieux de mémoire
- Square Montholon